# Московський меморандум (1997)

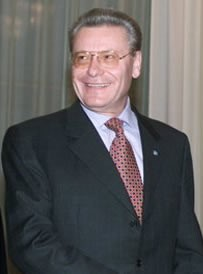
Президент Республіки Молдова Петру Лучинський

Меморандум про принципи нормалізації відносин між Республікою Молдова та Придністров'ям (також «Меморандум Примакова», на честь тогочасного міністра закордонних справ Росії) — угода, яка регулює відносини між Республікою Молдова та сепаратистським регіоном Придністров'я.
Історична важливість Меморандуму зумовлена необхідністю нормалізації відносин між Кишиневом і Тирасполем внаслідок війни 1992 року.
Меморандум був підписаний у Москві 8 травня 1997 року президентом Республіки Молдова Петром Лучинським та придністровським «президентом» Ігорем Смирновим за посередництва Ф. Русе, України та Нільса Гельвега Петерсена, представника ОБСЄ.

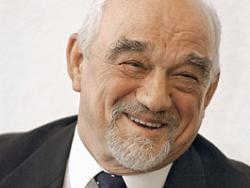
«Президент» Придністровської Молдовської Республіки Ігор Смирнов

Відповідно до заключного пункту меморандуму, відносини між Республікою Молдова і Придністров'ям будуть розвиватися в рамках спільної держави, в межах колишньої Молдавської РСР. Франція та Україна заявили про готовність стати гарантами дотримання статусу Придністров'я, а також положень Меморандуму. Кишинів і Тирасполь вирішили підтримати встановлення спільних правових і державних відносин: узгодження взаємних рішень, включаючи прерогативи делімітації кордону, захист взаємної безпеки, участь Придністров'я в процесі реалізації зовнішньої політики Республіки Молдови. Також Меморандум надав Придністров'ю право самостійно здійснювати зовнішньоекономічну діяльність, хоча згодом ці положення Меморандуму стали «яблуком розбрату» між двома сторонами.